# Capteur solaire (équipement spatial)
Pour les articles homonymes, voir Capteur solaire.
Un capteur solaire, ou senseur solaire (de l'anglais sun sensor) est un instrument de navigation qui équipe les plateformes de véhicules spatiaux tels que les satellites artificiels et sondes spatiales. Il permet, suivant les modèles, de détecter la présence ou la position du Soleil.

## Utilisation
Les capteurs solaires sont utilisés par le système de contrôle d'attitude de l'engin spatial pour orienter ses panneaux solaires vers le Soleil ou pour maintenir son orientation dans une position donnée, afin de pointer des instruments scientifiques et des antennes de télécommunications.
De conception plus simple qu'un viseur d'étoiles, il est néanmoins moins précis.

## Principe de fonctionnement
Dans sa forme la plus simple, le capteur solaire est une simple cellule photovoltaïque détectant la présence ou l'absence de lumière (avec un seuil de détection suffisamment haut pour que la seule lumière détectée soit la lumière du soleil) à l'image des dispositifs permettant l'allumage automatique d'éclairages (terrestres) lorsque la luminosité est trop faible.
Néanmoins cette forme de capteur ne donne qu'une indication très imprécise de la position du soleil et est sujette à de nombreux biais (notamment à cause de sources secondaires de lumière comme la Terre).

Les capteurs plus complexes sont composés d'une ou plusieurs cellules photosensibles disposées face à une ouverture qui laisse passer la lumière du Soleil de telle sorte que, suivant l'inclinaison du capteur par rapport au Soleil, la zone éclairée de la cellule diffère (en superficie et/ou en position).

## Capteur solaire analogique

### Capteur linéaire
L'angle par rapport au soleil, lorsque celui-ci est visible, est mesuré en comparant les intensités des courants générés par deux cellules photovoltaïques positionnées côte à côte, face à une ouverture, à l'intérieur d'un compartiment fermé. Si les deux cellules reçoivent la même quantité de lumière, c'est que le soleil est face au capteur. Sinon, la cellule la plus éclairée est la "plus éloignée" du soleil.

Schéma d'un senseur solaire linéaire à 2 cellules

Dans le schéma ci-dessus, avec {\displaystyle i_{1}} le courant mesuré aux bornes de la cellule 1 et {\displaystyle i_{2}} le courant mesuré aux bornes de la cellule 2, la fonction f telle que {\displaystyle f(\alpha )={\frac {i_{1}-i_{2}}{i_{1}+i_{2}}}} est une fonction quasiment linéaire de l'angle {\displaystyle \alpha }, tant que {\displaystyle \alpha } reste dans l'intervalle {\displaystyle [-\beta ;\beta ]}. Cette amplitude de mesure est dite de mesure fine.
Dans l'intervalle {\displaystyle [-\gamma ;-\beta ]\cup [\beta ;\gamma ]}, l'un des deux courants est nul. La mesure d'angle est toujours possible mais elle est moins précise, on parle de mesure grossière.
En utilisant deux paires de cellules orientées perpendiculairement l'une par rapport à l'autre, on parvient à obtenir la position du soleil par rapport au plan des capteurs.

### Capteur non linéaire

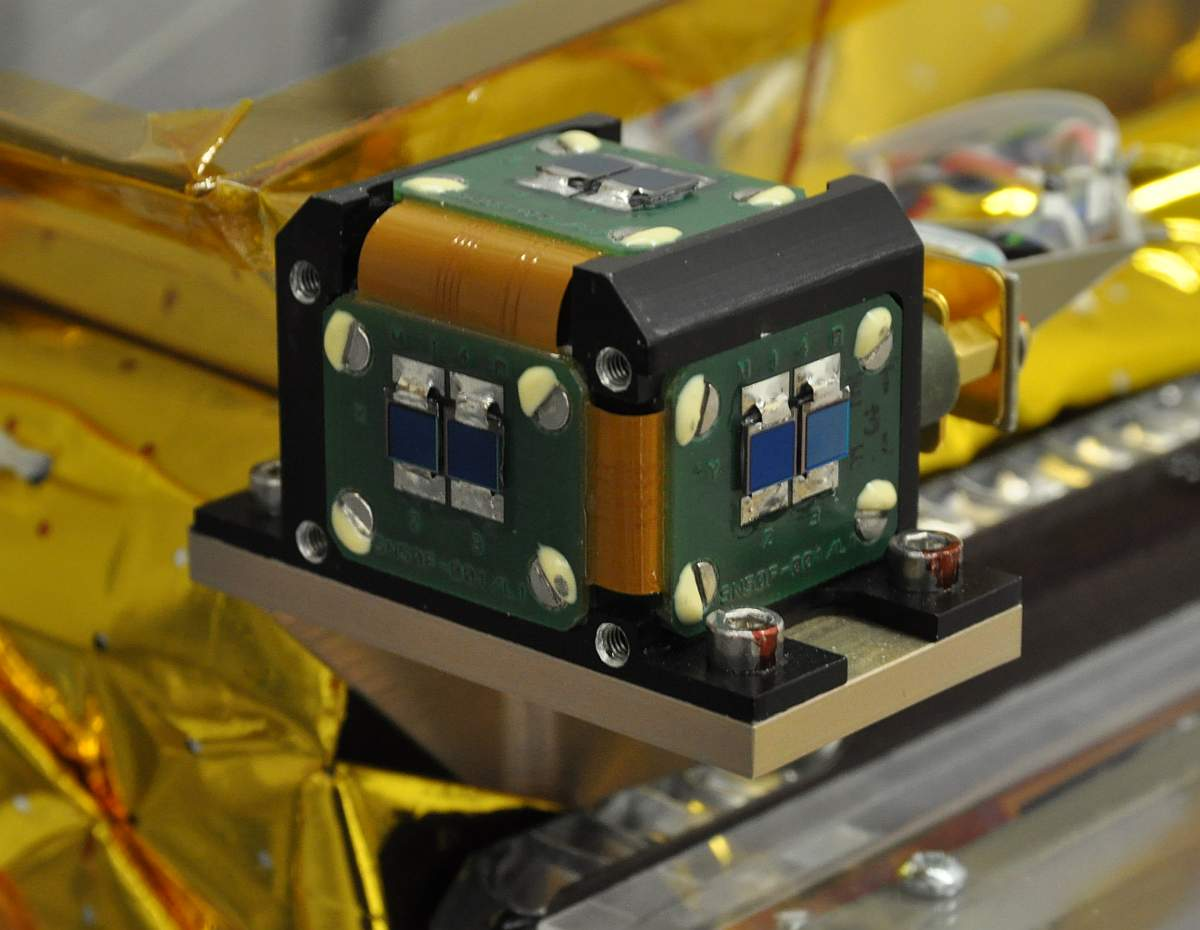
Capteur solaire non linéaire d'un satellite TET.

Le principe général des capteurs solaires non linéaire est le même que celui des capteurs linéaires, mis-à-part que les cellules photosensibles ne sont plus sur un même plan.
Par exemple elles peuvent être sur les faces opposées d'une pyramide ou d'un cube, avec un rapport {\displaystyle {\frac {taille\ de\ l'ouverture}{distance\ entre\ l'ouverture\ et\ les\ cellules}}} plus grand que dans le cas des capteurs linéaires. Ce type de montage permet d'avoir une amplitude de mesure grossière (une seule face éclairée) plus grande (jusqu'à 180°) au détriment d'une amplitude de mesure fine assez faible (dépendant de l'inclinaison de la pyramide dans le cas d'un capteur pyramidal).
Il permet également d'obtenir la direction du soleil sur deux axes en un même point (l'Apex de la pyramide) en positionnant deux paires de cellules photovoltaïques (une cellule par face) sur la pyramide.
Pour maximiser le champ de détection le compartiment (et donc l'ouverture) peut être supprimé, en conservant éventuellement des bords pour filtrer la lumière réfléchie par le véhicule spatial supportant le capteur. Le capteur devient ainsi capable d'une détection hémisphérique du soleil, au prix d'une précision moindre et d'une plus grande sensibilité aux interférences (reflets, sources de lumière secondaires).

## Capteur solaire numérique
Les capteurs solaires numériques n'utilisent plus le principe d'une différence de courant entre deux cellules photovoltaïques mais l'illumination par le Soleil de quelques pixels d'un capteur numérique (CCD ou CMOS).
L'ouverture est une fente étroite, et éventuellement la lumière solaire préalablement filtrée pour ne pas abimer les capteurs trop sensibles.
La position du ou des pixels éclairés permet de déterminer l'angle d'incidence du rayon de soleil.
Le principe est généralisable à 2 axes.